# Paula del Río
Paula del Río Segura (Barcelona, 28 de febrero de 2000) es una actriz española de cine y televisión que ha participado en los largometrajes El desconocido (2015), La sombra de la ley (2018) y Cuerdas (2019). Además, ha sido una de las protagonistas de El internado: Las Cumbres (2021-2022), serie reboot de El internado, en Amazon Prime Video, con el papel de Paz Espinosa.

## Biografía
Prima de la también actriz Andrea del Río, nació en Barcelona en el 2000 y tuvo su primera interpretación con tan solo 10 años en el cortometraje Levedad. En los siguientes años continuó participando en algunos cortometrajes hasta que en 2015 dio el salto al cine con la película El desconocido, dirigida por Dani de la Torre, junto a Luis Tosar o Elvira Mínguez, entre otros.
En 2018 volvió a participar en otro largometraje de Dani de la Torre La sombra de la ley, interpretando a Elisa. En 2019 protagonizó el largometraje Cuerdas de José Luis Montesinos, con el papel de Elena, una chica paralítica que se queda encerrada en la casa de su padre con un perro que contrae la rabia.
En televisión ha participado Centro médico, Servir y proteger, Hospital Valle Norte y Bany Compartit, donde interpretó a una de las protagonistas. En 2021 se unió al elenco principal de la serie reboot de El internado, El internado: Las Cumbres, donde interpreta a Paz.

## Filmografía

### Cine
| Año  | Título              | Rol   | Director             |
| ---- | ------------------- | ----- | -------------------- |
| 2015 | El desconocido      | Sara  | Dani de la Torre     |
| 2018 | La sombra de la ley | Elisa | Dani de la Torre     |
| 2019 | Cuerdas             | Elena | José Luis Montesinos |

### Televisión
| Año       | Título                    | Rol           | Canal              | Notas                                          |
| --------- | ------------------------- | ------------- | ------------------ | ---------------------------------------------- |
| 2017      | Centro médico             | Alicia        | TVE                | 1 episodio                                     |
| 2018      | Servir y proteger         | Lidia Velasco | TVE                | Elenco secundario; 3 episodios                 |
| 2019      | Hospital Valle Norte      | Irene         | TVE                | Elenco secundario; 2 episodios                 |
| 2019      | Bany Compartit            | Greta Puig    | TVE Cataluña       | Elenco principal; 39 episodios                 |
| 2021-2022 | El internado: Las Cumbres | Paz Espinosa  | Amazon Prime Video | Elenco principal (temporada 1-2); 16 episodios |
| 2023      | Las invisibles            | Marisa        | SkyShowtime        | Elenco principal; ¿? episodios                 |

## Premios y nominaciones
| Año  | Premio                                              | Categoría                 | Trabajo nominado | Resultado | Ref.   |
| ---- | --------------------------------------------------- | ------------------------- | ---------------- | --------- | ------ |
| 2015 | Medallas del Círculo de Escritores Cinematográficos | Mejor actriz revelación   | El desconocido   | Nominada  | [ 10 ] |
| 2015 | Premios Mestre Mateo                                | Mejor actriz protagonista | El desconocido   | Ganadora  | [ 11 ] |
| 2020 | Festival de cine fantástico Grimmfest               | Mejor actriz protagonista | Cuerdas          | Ganadora  | [ 12 ] |